# Пуховичі (Пуховицький район)
Пу́ховичі (біл. Пухавічы, трансліт.: Puchavičy) — агромістечко в Пуховицькому районі Мінської області Білорусі. Центр Пуховицької сільради. Населення 1825 людей (2009).

## Географія
Пуховичі розташовані 6 км на північний схід від центру міста Мар'їна Гірка. В басейні Дніпра, по південній околиці агромістечка протікає річка Титівка, яка на південно-східному краю Пуховичів впадає в Свіслоч. Поруч з північною околицею агромістечка проходить автошлях E271 / M5 Мінськ — Гомель, ще одна дорога з'єднує Пуховичі з Мар'їною Гіркою. Найближча залізнична станція на лінії Мінськ — Гомель розташована в Мар'їній Гірці (станція, попри своє розташування, має назву Пуховичі).

## Історія
Вперше Пуховичі згадуються в XVI столітті. За адміністративно-територіальною реформою в середині XVI століття у Великому князівстві Литовському місцевість увійшла до складу Мінського повіту Мінського воєводства.
В результаті другого поділу Речі Посполитої (1793) Пуховичі опинилися в складі Російської імперії, де стали центром волості ігуменського повіту Мінської губернії. У 1863 році в Пуховичах відкрилося народне училище, в 1874 році побудована дерев'яна церква Різдва Богородиці. У 1886 році в містечку було 73 двори, церква, три синагоги, народне училище, дві пивоварні, 26 магазинів, 4 регулярні ярмарки. У 1897 в містечку проживало 1912 людей, 92 % яких були євреями.
У 1919 році Пуховичі увійшли в БССР, де 17 червня 1924 року стали центром Пуховицького району. 29 липня 1925 року на районному з'їзді Рад, було прийнято рішення про перенесення центру з Пухович в селище Мар'їна Гірка, район, однак зберіг колишню назву.
У 1920-х роках частина єврейського населення залишила Пуховичі. У 1926 році тут жило 929 євреїв, що становило 43 % населення. У липні 1941 року селище зайняли частини вермахту. У вересні 1941 року євреї Пухович були вбиті в гетто Мар'їної Гірки.
Історична церква Різдва Богородиці 1874 року побудови була розібрана в 1950 роках, у другій половині XX століття в селищі була відкрита церква з такою ж назвою в будівлі колишнього клубу.

## Інфраструктура
У Пуховичах працюють середня школа, дошкільний заклад, лікарня, будинок культури, бібліотека, пошта.

## Пам'ятки
- Православна церква Різдва Богородиці. Друга половина XX століття, церква відкрита в дерев'яній будівлі колишнього клубу.
- Будинок священика (початок XX століття).
- Єврейське кладовище.